# Liggend hertshooi
Liggend hertshooi (Hypericum humifusum) is een overblijvende plant die behoort tot de hertshooifamilie (Hypericaceae). Het plantje wordt 5 tot 20 cm hoog en heeft een bloeitijd van juni tot september. Het is een pionierssoort die voorkomt op droge grasachtige plaatsen en op vochtige zand- en leemgronden in West- en Centraal-Europa.
Het is een kleine plant met bebladerde draadachtige stengels die wortelen waar ze de grond raken. Hij heeft veel langwerpige steelloze bladeren die tegenoverstaand zijn ingeplant op de stengel. In de bladoksels groeien bleekgele bloemen met kleine zwarte stippen op de kroonbladen. Liggend hertshooi heeft vijftien tot twintig meeldraden per bloem die centraal in de bloem groeien. De vruchten zijn meerzadig.

## Plantengemeenschap
Het liggend hertshooi is een kensoort voor het dwergbiezen-verbond (Nanocyperion).
Het is tevens een indicatorsoort voor struisgrasvegetaties (ha) subtype Struisgraslanden, een karteringseenheid in de Biologische Waarderingskaart (BWK) van Vlaanderen en het Brussels Hoofdstedelijk Gewest.